# Dera (gouvernement)
Daraa (Arabischدرعا ) is een gouvernement in Syrië met een bevolking van 1.027.000.

## Districten
- As-Sanamayn (noord)
- Dera (mid)
- Izra' (zuid)

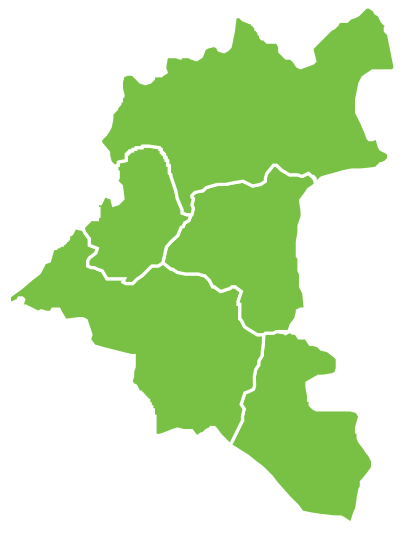
Districten van Daraa

Al-Hasakah · Aleppo · Damascus · Deir ez-Zor · Dera · Hama · Homs · Idlib · Latakia · Quneitra · Raqqa · Rif Dimashq · As-Suwayda · Tartous